# Gaerea
Gaerea est un groupe portugais de post-black metal, originaire de Porto.

## Histoire
Gaerea est formé en 2016 à Porto. La même année, leur premier EP éponyme sort sur le label Everlasting Spew Records. En 2018, ils sortent leur premier album Unsettling Whispers sur le label discographique indépendant indien Transcending Obscurity Records. Le groupe rejoint ensuite le label français Season of Mist. C'est là que sort leur deuxième album Limbo en 2020 et leur troisième album Mirage en 2022. Tous les albums sont produits par le producteur portugais Miguel Tereso de Demigod Recordings.
En 2023, le groupe effectue une tournée européenne. Il  participe notamment au Full Force, au Bloodstock Open Air, au Summer Breeze et au Wolfzeit Festival.

## Style musical
Gaerea joue du post-black metal avec des influences de black metal dépressif, qui se manifeste surtout par des cris prolongés et quelques riffs plutôt traînants. Le groupe mise toutefois sur la variation de tempo et la richesse de la diversité et intègre également des influences d'autres sous-genres du black metal, comme le black metal mélodique,. On trouve également des arrangements orchestraux et choraux. Le groupe qualifie son style de « cathartic black metal »,.
Au niveau des textes, le groupe se consacre moins aux thèmes typiques du black metal, comme la lutte contre le christianisme ou le satanisme, bien que cela soit encore présent sur les premiers albums. Au lieu de cela, il aborde des thèmes sociaux comme la dépression et le suicide, mais aussi des thèmes plus positifs comme la libération et le bonheur.
Le groupe n'utilise pas le corpse paint habituel du genre, mais porte des masques imprimés du sceau magique du démon Asmodée. 

## Discographie

### Albums studio
- 2018 : Unsettling Whispers (Transcending Obscurity Records)
- 2020 : Limbo (Season of Mist)
- 2022 : Mirage (Season of Mist)
- 2024 : Coma (Season of Mist)

### EP
- 2016 : Gaerea (Everlasting Spew Records)

### Singles
- 2022 : Salve
- 2022 : Mantle
- 2022 : Mirage
- 2023 : Dormant
- 2024 : World Ablaze